# はんなりバリカタ!
『はんなりバリカタ!』は2016年8月から放送開始されているインターネットラジオ番組。制作はAG-promotion。

## 概要
主に美少女ゲームの音響制作を手がけるAG-promotionがプロデュースする番組で、京都出身・花澤さくらと福岡出身の夢月やみが普段のエピソードを時にはんなり、時にバリカタでトークしていく番組。毎週金曜日(木曜深夜)頃にYoutubeチャンネル「Channel AG-promotion」で配信されている。稀に異なる時間や日時に配信される事もある。
基本的には短めの尺に収まる長さで配信されているが実際には毎月分4本撮りで一気に収録するのが基本の為、先を見越したお便りが必須である
配信第29回では冒頭に収録の関係からの流れで広深香菜が出演。しかし、以後その回での出演をゲスト回と扱うべきだったのか少々の議論などがごく稀に起きている。
2018年7月から配信されている姫乃木つばさのMAKE SOME NOISE!では毎月配信された中から1配信分の音源を実況しつつ進行する展開も生まれている。
配信途中からは投稿お便りの他Youtube動画へのコメントも毎月はじめのみ先月分からまとめて紹介する流れも構築され、はんバリ初期からやや変化もしている。
第128回(2019年4月5日配信）では花澤が体調不良で欠席となり代わりに広深香菜がピンチヒッターとしてパーソナリティを務めた。この回に限り花澤の背景側のみやや雑コラ風のテイストで広深の画像と（出身である北海道の）土地の画像で囲う表示でカスタムされている。
2019年後半頃にかけては、YouTube上でプレミア公開の状態で配信される事もあり、公開中はコメントなどを打ち込める機会も増えている。
2020年4月更新分は2019新型コロナウイルス(COVID-19)の影響を鑑みて更新は休止。5月更新分はテレワーク収録での音源が配信された。
2021年2月26日配信分、第215回ではBaristaLabメーカーより2021年6月発売予定のPCゲーム作品「リリウム・ウェディングプラン」による番組ジャック特集が行われた。

## パーソナリティー
- 花澤さくら
- 夢月やみ

## コーナー

### 現在実施されているコーナー
ふつおた
番組の感想、送られてきた話題などオープニングのコーナー。
お題トーク
毎月募集したお題BOXからお題を一つ引いて、トークするメインのコーナー。
なんでもベスト３
配信第143回より開始の毎月第4週目限定新コーナー。お題に沿ったベスト3を花澤・夢月がそれぞれ発表し深く掘り下げていく。

### お題バックナンバー
|      | 2016年                                                                                | 2017年 | 2018年 |
| ---- | ------------------------------------------------------------------------------------- | --- | --- |
| 1月  |                                                                                       | 年末年始の話 見たいけど見たことがないもの 好きなお笑いの話                                                                   | 2018年、挑戦したい役柄 寒い時にしたいこと 最近、がっかりしたこと                                                                    |
| 2月  |                                                                                       | 芸能の仕事をしてるなぁ、と思う時 バレンタインについて 小さい自慢話 今までで一番高価な買い物                                  | お互いの理解できないところ 今行きたい所 自分の長所について 人生最大のピンチだった話                                                 |
| 3月  |                                                                                       | 旅行に行くなら何処？ 怖い思い出 魔法を一つ使えるなら 好きな映画                                                              | 服選びの基準 見かけるとつい買ってしまうもの 今年の大雪で苦労した話 卒業したいこと・やめたいこと                                     |
| 4月  |                                                                                       | 今年のうちに克服したいこと こんな美少女ゲームが欲しい 春に出掛けたい所 自慢の特技                                            | 美少女ゲームを購入する時、一番重視するところ 今までついたことのある凄い嘘 健康や美容のためにやっていること 自分の体、ここを治したい |
| 5月  |                                                                                       | タイムマシンがあったらの話 ゴールデンウィークの思い出話 声優になっていなかったらの話 最近腹の立った話                        | 自分の○○恐怖症 私が選ぶ最強キャラ 和服の思い出 エロゲイベントで実は心の中でニヤニヤが止まらなかったこと                             |
| 6月  |                                                                                       | ゲームをする時の拘り 私意外とやるやん、と思ったこと 絶対しないけど挑戦したいこと コンビニで買ってしまいがちなもの            | 引越しの思い出 自分のコンプレックス ○○を止めた話 死ぬ前にこれだけはやりたい                                                         |
| 7月  |                                                                                       | 自分のサインについて＋サイン自慢 上半期を振り返る あったら便利だなと思うもの やめたいけどやめられないこと                    | やりたいヘアスタイル 夏に着がちな服装 夏のお勧めグルメ 今欲しい物                                                                   |
| 8月  | 暑さ対策 お祭りの思い出 夏休みと言えば思いつくこと 地元自慢                           | もし宝くじが当たったら 心に突き刺さった台詞・名言 水着事情 初めてのお化粧の思い出                                            | 夏の楽しみイベント メインヒロインになりたい作品ジャンル 学生時代の夏休みエピソード 最近、どう？                                     |
| 9月  | 宝物 得意な料理 秋の夜長の暇潰し ゲーム収録あるある                                   | 私の夏自慢 MAKE SOME NOISE の感想 年齢とったなぁ、と実感した話 同じ事務所の人の話                                            | 東京に染まったなと思うこと 私、これをされたら怒ります たぶん成功しないけど、挑戦したいこと 好きなヒロインの設定 弱点                |
| 10月 | 影響を受けたキャラクター モットーを四字熟語で 好きなor得意なスポーツ 自分の女子力自慢 | 最近、どう？ 学生時代の放課後の過ごし方 声優の理想と現実のギャップ ネット通販について                                        | お勧めしたいお菓子 広深香菜 滅ぼしたい・撲滅したいこと 自分の誇れるところ                                                           |
| 11月 | 最近ひやっとしたこと 将来身につけたいスキル 冬に食べたいもの 飼ってみたい動物         | 養成所時代のエピソード 食欲の秋 克服したい苦手な食べ物 秋の夜長シリーズ 皆に見てもらいたい本 秋の夜長シリーズ 私の運命の一曲 | 人生の中で1番緊張したこと 最近のマイブーム 自分のメンテナンスしたいところ 女の一人旅するならどこ？                                  |
| 12月 | 失敗談 激怒話 年末・年越しの思い出 家族との話 大反省会2016                            | 過去or未来の自分へ向けて言いたいこと・聞きたいこと 今年を振り返って 冬ってどう？ お勧めグルメの話                            | 最近新しく得た知識 私の変な友人 頑張った自分へのご褒美と言えば 自分で意外だなと思った過去に演じたキャラクター                       |

|      | 2019年 | 2020年 |
| ---- | --- | ------ |
| 1月  | 自分の2018年回顧＆2019年の展望 2018年を漢字一文字でどうぞ！ 最近どう？ 平成のうちに出来なかったこと                                     |        |
| 2月  | イメージチェンジ 印象的な夢の話 今までで１番ショックだったこと 受験の思い出や進路を決めた時の話                                         |        |
| 3月  | ○○アレルギー 自分が思う苦手なキャラ お勧めサイト １日過ごしたい場所                                                                     |        |
| 4月  | 新しく始めてみたいこと 予想外・想定外でお金を使った話 新幹線や飛行機で座る位置の話 子供の頃は出来たけど、今はなかなか難しいと感じること |        |
| 5月  | 令和の展望 お酒の話 最近どう？ ゲストに呼んでみたい著名人                                                                               |        |
| 6月  | 外出時に、迷惑だなぁ、と思うこと 緊張するシチュエーションと緊張をほぐすコツ 他己紹介して下さい 意外と気に入ってる自分の〇〇             |        |
| 7月  | 長年愛用しているモノ おすすめコスメ 夏を連想させる作品                                                                                  |        |
| 8月  | 買って失敗したモノ 夏休みの宿題秘話 心霊体験・不思議体験の話                                                                            |        |
| 9月  | パーソナルカラーを決める話 老後の話 芸術の秋の話                                                                                        |        |
| 10月 | 入り込んでみたい世界観の作品 今のうちに皆さんに教えておきたいお話 初めて買ったCDの話                                                    |        |
| 11月 | 東京に来る前の印象と来た後の印象 最近どう？ 冬物コーデの魅力                                                                            |        |
| 12月 | 私〇〇フェチです 2019年反省会 自分流行語大賞                                                                                            |        |

| 配信回                | トークテーマ                                             | 配信日         |
| --------------------- | -------------------------------------------------------- | -------------- |
| 第1回                 | 暑さ対策                                                 | 2016年8月5日   |
| 第2回                 | お祭りの思い出                                           | 2016年8月12日  |
| 第3回                 | 夏休みと言えば思いつくこと                               | 2016年8月19日  |
| 第4回                 | 地元自慢                                                 | 2016年8月26日  |
| 第5回                 | 宝物                                                     | 2016年9月2日   |
| 第6回                 | 得意な料理                                               | 2016年9月9日   |
| 第7回                 | 秋の夜長の暇潰し                                         | 2016年9月16日  |
| 第8回                 | ゲーム収録あるある                                       | 2016年9月23日  |
| 第9回                 | 影響を受けたキャラクター                                 | 2016年10月7日  |
| 第10回                | モットーを四字熟語で                                     | 2016年10月14日 |
| 第11回                | 好きなor得意なスポーツ                                   | 2016年10月21日 |
| 第12回                | 自分の女子力自慢                                         | 2016年10月28日 |
| 第13回                | 最近ひやっとしたこと                                     | 2016年11月4日  |
| 第14回                | 将来身につけたいスキル                                   | 2016年11月11日 |
| 第15回                | 冬に食べたいもの                                         | 2016年11月18日 |
| 第16回                | 飼ってみたい動物                                         | 2016年11月25日 |
| 第17回                | 失敗談                                                   | 2016年12月2日  |
| 第18回                | 激怒話                                                   | 2016年12月9日  |
| 第19回                | 年末・年越しの思い出                                     | 2016年12月16日 |
| 第20回                | 家族との話                                               | 2016年12月23日 |
| 第21回                | 大反省会2016                                             | 2016年12月30日 |
| 第22回                | 年末年始の話                                             | 2017年1月13日  |
| 第23回                | 見たいけど見たことがないもの                             | 2017年1月20日  |
| 第24回                | 好きなお笑いの話                                         | 2017年1月27日  |
| 第25回                | 芸能の仕事をしてるなぁ、と思う時                         | 2017年2月3日   |
| 第26回                | バレンタインについて                                     | 2017年2月10日  |
| 第27回                | 小さい自慢話                                             | 2017年2月17日  |
| 第28回                | 今までで一番高価な買い物                                 | 2017年2月24日  |
| 第29回                | 旅行に行くなら何処？                                     | 2017年3月3日   |
| 第30回                | 怖い思い出                                               | 2017年3月10日  |
| 第31回                | 魔法を一つ使えるなら                                     | 2017年3月17日  |
| 第32回                | 好きな映画                                               | 2017年3月27日  |
| 第33回                | 今年のうちに克服したいこと                               | 2017年4月7日   |
| 第34回                | こんな美少女ゲームが欲しい                               | 2017年4月14日  |
| 第35回                | 春に出掛けたい所                                         | 2017年4月21日  |
| 第36回                | 自慢の特技                                               | 2017年4月28日  |
| 第37回                | タイムマシンがあったらの話                               | 2017年5月5日   |
| 第38回                | ゴールデンウィークの思い出話                             | 2017年5月12日  |
| 第39回                | 声優になっていなかったらの話                             | 2017年5月19日  |
| 第40回                | 最近腹の立った話                                         | 2017年5月26日  |
| 第41回                | ゲームをする時の拘り                                     | 2017年6月2日   |
| 第42回                | 私意外とやるやん、と思ったこと                           | 2017年6月9日   |
| 第43回                | 絶対しないけど挑戦したいこと                             | 2017年6月16日  |
| 第44回                | コンビニで買ってしまいがちなもの                         | 2017年6月23日  |
| 第45回                | 自分のサインについて＋サイン自慢                         | 2017年7月7日   |
| 第46回                | 上半期を振り返る                                         | 2017年7月14日  |
| 第47回                | あったら便利だなと思うもの                               | 2017年7月21日  |
| 第48回                | 止めたいけど止められないこと                             | 2017年7月28日  |
| 第49回                | もし宝くじが当たったら                                   | 2017年8月4日   |
| 第50回                | 心に突き刺さった台詞・名言                               | 2017年8月11日  |
| 第51回                | 水着事情                                                 | 2017年8月18日  |
| 第52回                | 初めてのお化粧の思い出                                   | 2017年8月25日  |
| 第53回                | 私の夏自慢                                               | 2017年9月1日   |
| 第54回                | MAKE SOME NOISE の感想                                   | 2017年9月8日   |
| 第55回                | 年齢とったなぁ、と実感した話                             | 2017年9月15日  |
| 第56回                | 同じ事務所の人の話                                       | 2017年9月22日  |
| 第57回                | 最近、どう？                                             | 2017年10月6日  |
| 第58回                | 学生時代の放課後の過ごし方                               | 2017年10月13日 |
| 第59回                | 声優の理想と現実のギャップ                               | 2017年10月20日 |
| 第60回                | ネット通販について                                       | 2017年10月27日 |
| 第61回                | 養成所時代のエピソード                                   | 2017年11月3日  |
| 第62回                | 食欲の秋 克服したい苦手な食べ物                          | 2017年11月10日 |
| 第63回                | 秋の夜長シリーズ 皆に見てもらいたい本                    | 2017年11月17日 |
| 第64回                | 秋の夜長シリーズ 私の運命の一曲                          | 2017年11月24日 |
| 第65回                | 過去or未来の自分へ向けて言いたいこと・聞きたいこと       | 2017年12月1日  |
| 第66回                | 今年を振り返って                                         | 2017年12月8日  |
| 第67回                | 冬ってどう？                                             | 2017年12月15日 |
| 第68回                | お勧めグルメの話                                         | 2017年12月22日 |
| 第69回                | 2018年、挑戦したい役柄                                   | 2018年1月12日  |
| 第70回                | 寒い時にしたいこと                                       | 2018年1月19日  |
| 第71回                | 最近、がっかりしたこと                                   | 2018年1月26日  |
| 第72回                | お互いの理解できないところ                               | 2018年2月2日   |
| 第73回                | 今行きたい所                                             | 2018年2月9日   |
| 第74回                | 自分の長所について                                       | 2018年2月16日  |
| 第75回                | 人生最大のピンチだった話                                 | 2018年2月23日  |
| 第76回                | 服選びの基準                                             | 2018年3月2日   |
| 第77回                | 見かけるとつい買ってしまうもの                           | 2018年3月9日   |
| 第78回                | 今年の大雪で苦労した話                                   | 2018年3月16日  |
| 第79回                | 卒業したいこと・止めたいこと                             | 2018年3月23日  |
| 第80回                | 美少女ゲームを購入する時、一番重視するところ             | 2018年4月6日   |
| 第81回                | 今まで吐いたことのある凄い嘘                             | 2018年4月13日  |
| 第82回                | 健康や美容のためにやっていること                         | 2018年4月20日  |
| 第83回                | 自分の体、ここを治したい                                 | 2018年4月27日  |
| 第84回                | 自分の○○恐怖症                                           | 2018年5月4日   |
| 第85回                | 私が選ぶ最強キャラ                                       | 2018年5月11日  |
| 第86回                | 和服の思い出                                             | 2018年5月18日  |
| 第87回                | エロゲイベントで実は心の中でニヤニヤが止まらなかったこと | 2018年5月25日  |
| 第88回                | 引っ越しの思い出                                         | 2018年6月1日   |
| 第89回                | 自分のコンプレックス                                     | 2018年6月8日   |
| 第90回                | ○○を止めた話                                             | 2018年6月15日  |
| 第91回                | 死ぬ前にこれだけはやりたい                               | 2018年6月20日  |
| 第92回                | やりたいヘアスタイル                                     | 2018年7月6日   |
| 第93回                | 夏に着がちな服装                                         | 2018年7月13日  |
| 第94回                | 夏のお勧めグルメ                                         | 2018年7月20日  |
| 第95回                | 今欲しい物                                               | 2018年7月27日  |
| 第96回                | 夏の楽しみイベント                                       | 2018年8月10日  |
| 第97回                | メインヒロインになりたい作品ジャンル                     | 2018年8月17日  |
| 第98回                | 学生時代の夏休みエピソード                               | 2018年8月24日  |
| 第99回                | 最近、どう？                                             | 2018年8月31日  |
| 第100回               | 東京に染まったなと思うこと 私、これをされたら怒ります    | 2018年9月7日   |
| 第101回               | たぶん成功しないけど、挑戦したいこと                     | 2018年9月14日  |
| 第102回               | 好きなヒロインの設定                                     | 2018年9月21日  |
| 第103回               | 弱点                                                     | 2018年9月28日  |
| 第104回               | お勧めしたいお菓子                                       | 2018年10月5日  |
| 第105回               | 広深香菜                                                 | 2018年10月12日 |
| 第106回               | 滅ぼしたい・撲滅したいこと                               | 2018年10月19日 |
| 第107回               | 自分の誇れるところ                                       | 2018年10月26日 |
| 第108回               | 人生の中で1番緊張したこと                                | 2018年11月2日  |
| 第109回               | 最近のマイブーム                                         | 2018年11月9日  |
| 第110回               | 自分のメンテナンスしたいところ                           | 2018年11月16日 |
| 第111回               | 女の一人旅するならどこ？                                 | 2018年11月22日 |
| 第112回               | 最近新しく得た知識                                       | 2018年12月7日  |
| 第113回               | 私の変な友人                                             | 2018年12月14日 |
| 第114回               | 頑張った自分へのご褒美と言えば                           | 2018年12月21日 |
| 第115回               | 自分で意外だなと思った過去に演じたキャラクター           | 2018年12月28日 |
| 第116回               | 自分の2018年回顧＆2019年の展望                           | 2019年1月4日   |
| 第117回               | 2018年を漢字一文字でどうぞ！                             | 2019年1月11日  |
| 第118回               | 最近どう？                                               | 2019年1月18日  |
| 第119回               | 平成のうちに出来なかったこと                             | 2019年1月24日  |
| 第120回               | イメージチェンジ                                         | 2019年2月1日   |
| 第121回               | 印象的な夢の話                                           | 2019年2月8日   |
| 第122回               | 今までで１番ショックだったこと                           | 2019年2月15日  |
| 第123回               | 受験の思い出や進路を決めた時の話                         | 2019年2月22日  |
| 第124回               | ○○アレルギー                                             | 2019年3月1日   |
| 第125回               | 自分が思う苦手なキャラ                                   | 2019年3月8日   |
| 第126回               | お勧めサイト                                             | 2019年3月15日  |
| 第127回               | １日過ごしたい場所                                       | 2019年3月22日  |
| 第128回               | 新しく始めてみたいこと                                   | 2019年4月5日   |
| 第129回               | 予想外・想定外でお金を使った話                           | 2019年4月12日  |
| 第130回               | 新幹線や飛行機で座る位置の話                             | 2019年4月19日  |
| 第131回               | 子供の頃は出来たけど、今はなかなか難しいと感じること     | 2019年4月26日  |
| 第132回               | 令和の展望                                               | 2019年5月3日   |
| 第133回               | お酒の話                                                 | 2019年5月10日  |
| 第134回               | 最近どう？                                               | 2019年5月17日  |
| 第135回               | ゲストに呼んでみたい著名人                               | 2019年5月24日  |
| 第136回               | 外出時に、迷惑だなぁ、と思うこと                         | 2019年6月7日   |
| 第137回               | 緊張するシチュエーションと緊張をほぐすコツ               | 2019年6月14日  |
| 第138回               | 他己紹介して下さい                                       | 2019年6月21日  |
| 第139回               | 意外と気に入ってる自分の〇〇                             | 2019年6月28日  |
| 第140回               | 長年愛用しているモノ                                     | 2019年7月5日   |
| 第141回               | おすすめコスメ                                           | 2019年7月12日  |
| 第142回               | 夏を連想させる作品                                       | 2019年7月19日  |
| 第144回               | 買って失敗したモノ                                       | 2019年8月2日   |
| 第145回               | 夏休みの宿題秘話                                         | 2019年8月9日   |
| 第146回               | 心霊体験・不思議体験の話                                 | 2019年8月16日  |
| 第148回               | パーソナルカラーを決める話                               | 2019年9月6日   |
| 第149回               | 老後の話                                                 | 2019年9月13日  |
| 第150回               | 芸術の秋の話                                             | 2019年9月20日  |
| 第152回               | 入り込んでみたい世界観の作品                             | 2019年10月4日  |
| 第153回               | 今のうちに皆さんに教えておきたいお話                     | 2019年10月11日 |
| 第154回               | 初めて買ったCDの話                                       | 2019年10月18日 |
| 第156回               | 東京に来る前の印象と来た後の印象                         | 2019年11月1日  |
| 第157回               | 最近どう？                                               | 2019年11月8日  |
| 第158回               | 冬物コーデの魅力                                         | 2019年11月15日 |
| 第160回               | 私〇〇フェチです                                         | 2019年12月6日  |
| 第161回               | 2019年反省会                                             | 2019年12月13日 |
| 第162回               | 自分流行語大賞                                           | 2019年12月20日 |
| 第165回               | 最近克服した食べ物                                       | 2020年01月17日 |
| 第166回               | 2020年の目標                                             | 2020年01月24日 |
| 第168回               | 推し髪型                                                 | 2020年02月7日  |
| 第169回               | 布教したい事                                             | 2020年02月14日 |
| 第170回               | 推しコンビニ                                             | 2020年02月21日 |
| 第172回               | my世にも奇妙な物語                                       | 2020年03月6日  |
| 第173回               | 私の必需品                                               | 2020年03月13日 |
| 第174回               | 最近どう？                                               | 2020年03月20日 |
| 第176回(リモート収録) | 何か新しく始めてみたい事                                 | 2020年05月8日  |
| 第177回(リモート収録) | リラックスしたい時にする事                               | 2020年05月15日 |
| 第178回(リモート収録) | 占いの話                                                 | 2020年05月22日 |
| 第180回               | 最近知った言葉。お気に入りの言葉                         | 2020年06月5日  |
| 第181回               | 遠足の話                                                 | 2020年06月12日 |
| 第182回               | 占いの話(動物占い)                                       | 2020年06月19日 |
| 第184回               | これはヤバいぞと思った仕事                               | 2020年07月3日  |
| 第185回               | 毎日欠かさずしてる事                                     | 2020年07月10日 |
| 第186回               | 占いの話(誕生日)                                         | 2020年07月17日 |
| 第188回               | 印象に残っているジェネレーションギャップ                 | 2020年08月7日  |
| 第189回               | 占いの話（四柱推命）                                     | 2020年08月14日 |
| 第190回               | コレ、いる（必要？）と思う物                             | 2020年08月21日 |
| 第192回               | 目の覚まし方                                             | 2020年09月4日  |
| 第193回               | 占いの話（星座・血液型）                                 | 2020年09月11日 |
| 第194回               | 結構驚いた事                                             | 2020年09月18日 |
| 第196回               | 一人〇〇（どこまでやれる？Lv1～10）                      | 2020年10月2日  |
| 第197回               | 誕生花の話（占い）                                       | 2020年10月9日  |
| 第198回               | 最近どう？                                               | 2020年10月16日 |
| 第201回               | マイフェイバリットファーストフード                       | 2020年11月13日 |
| 第202回               | 私のトリセツ                                             | 2020年11月20日 |
| 第204回               | 喉のケアでしていること                                   | 2020年12月4日  |
| 第205回               | 2020漢字一文字                                           | 2020年12月11日 |
| 第206回               | 苦手だったものを克服した話                               | 2020年12月18日 |
| 第209回               | 好きなクリスマスソング                                   | 2021年1月15日  |
| 第210回               | 2021年の豊富                                             | 2021年1月22日  |
| 第212回               | 自分の性癖（エロゲで攻略したいキャラ設定）               | 2021年2月5日   |
| 第213回               | 今年流行りそうなモノ                                     | 2021年2月12日  |
| 第214回               | 福袋についてのお話                                       | 2021年2月19日  |
| 第216回               | 姫乃木さんとの思い出                                     | 2021年3月5日   |
| 第217回               | 春の感じる事                                             | 2021年3月12日  |
| 第218回               | 広深さんとの思い出                                       | 2021年3月19日  |

### 終了したコーナー
今週の一言
毎月募集した台詞から一言パーソナリティーが演じていくエンディング締めのコーナー。